# Ludwik Chełchowski
Ludwik Chełchowski herbu Pobóg – chorąży kowieński w latach 1765–1768, pisarz skarbowy Wielkiego Księstwa Litewskiego w latach 1763–1765, stolnik kowieński w latach 1738–1765.
Poseł powiatu kowieńskiego na sejm 1760 roku. Poseł na sejm 1762 roku. W 1764 roku  był elektorem Stanisława Augusta Poniatowskiego z powiatu kowieńskiego.